# كيفن كوفي
كيفن كوفي (بالإنجليزية: Kevin Coffey)‏ هو لاعب كرة القدم الغالية أيرلندي، ولد في 1933 في Beaufort, County Kerry ‏ في جمهورية أيرلندا، وتوفي في 1981.